# ロス・ハイレットペティ
ロス・ハイレットペティ（Ross Haylett-Petty、1994年1月10日 - ）は、スーパーラグビーレベルズに所属しているラグビーユニオン選手。

## プロフィール
- 南アフリカ共和国・ダーバン出身。
- ポジションはロック(LO)。
- 身長 197cm、体重 114kg
- ニックネームはRoss。
- U20オーストラリア代表に選ばれたことがある[1]。
- 兄のデインもラグビー選手[2]。

## 略歴
12歳からラグビーを始めた。
ウエスタンオーストラリア大学、フォース、レベルズを経て、2018年、東芝ブレイブルーパスに加入。同年8月31日に行われたジャパンラグビートップリーグ第1節のキヤノンイーグルス戦にて先発出場で日本での公式戦初出場を果たす。
2019年、東芝ブレイブルーパスを退団した。